# Nítkovice
Nítkovice är en ort i Tjeckien.   Den ligger i regionen Zlín, i den östra delen av landet, 220 km sydost om huvudstaden Prag. Nítkovice ligger 296 meter över havet och antalet invånare är 283.
Terrängen runt Nítkovice är kuperad österut, men västerut är den platt. Runt Nítkovice är det ganska glesbefolkat, med 23 invånare per kvadratkilometer. Närmaste större samhälle är Kroměříž, 19,5 km nordost om Nítkovice. Trakten runt Nítkovice består till största delen av jordbruksmark.